# Славянизация
Славянизация — становления славянином по языку и обычаям, придание славянского вида, характера кому-нибудь или чему-нибудь. Иными словами, процесс культурной ассимиляции неславянских народов, которые постепенно изменяют этническое самосознание, перенимают славянскую культуру, употребление иностранных слов на славянский манер, с искажением их произношения или значения, употребление славянского языка во всех областях с целью вытеснения всех иностранных языков. Процесс может быть как естественным, так и с применением силы.
Славянизация происходит в ситуации, когда славянский элемент начинает явно доминировать в обществе, а принятие славянского языка связана с повышением собственного престижа, социального статуса и т. д. Сегодня славянизация происходит, например, среди небольших по численности народов Сибири, которые принимают официальный русский язык за свой родной, перенимают также русский образ жизни, отказываясь при этом довольно часто от собственных многовековых традиций, которые считаются ниже статусом и хуже.
В IV—VII веках н. э. началось второе «великое переселение народов». Со своей прародины в этот период часть славян начала массовое движение на юг Европы и в результате ассимиляции местного населения возникают южные славяне. На основе славян, заселивших территорию от Эльбы до Карпат, сформировались западные славяне. Третья часть славян, двигавшаяся со своей прародины  на север через Полесскую низменность и на северо-восток в междуречье Волги и Оки, сформировала восточную ветвь славян, ассимилируя по ходу движения балтские и финно-угорские народы.
Примером славянизации является изменение этнического состава на Балканах после прихода туда славян в V—VII веках. Многие из населявших эту территорию племен, не родственных им ославянились (например, фракийцы) и приняли славянский язык, как свой собственный, переняли славянские верования и обычаи. Тем не менее у ославянившихся народов сохранялись определенные следы прежней культуры, будь то в языке (например, определенное количество слов неизвестного, и в любом случае не славянского происхождения в болгарском языке), или в традициях (например, нестинарство, известный в Болгарии обряд хождения босиком по огню, являющийся отголоском древних языческих культов).
В VIII—IX веках начинается массовое расселение славян на землях балтов. В результате славяно-балтского взаимодействия, которое продолжалось до XII—XIII веков, возникли новые славянские общности: кривичи, дреговичи, радимичи. Стоит отметить, что славянизация балтов — перманентный процесс. Этот процесс чаще обычно был насильственным. Как правило славянизация шла посредством культурной экспансии и перехода балтов к славянской (древнерусской) самоидентификации и славянскому родному языку. Балтский культурный фактор, остатки балтских диалектов, одежды, фольклора, элементы психологии — составная часть современной белорусской культуры и идентичности.